# Centrale hydroélectrique d'Ebbe
La centrale hydroélectrique d'Ebbe est une centrale hydroélectrique située sur la rivière Huskvarna, au niveau des chutes de Huskvarna, à Huskvarna, en Suède. En service de 1906 à 1969, elle alimentait en énergie électrique la  fabrique de papier Munksjö AB (sv). Elle a été convertie en musée.